# Georgios Grigoriou
Georgios Grigoriou (en griego: Γεώργιος Γρηγορίου; nació en 1871; fecha de muerte desconocida) fue un atleta griego, que compitió en los Juegos Olímpicos de Atenas 1896. 
Nació en la ciudad de Sozopol, Grecia.
Gerakaris fue uno de los 17 atletas que iniciaron la carrera de Maratón. Fue uno de los siete corredores que no finalizó la carrera.